# Familien Schmidt
Familien Schmidt er en dansk film fra 1951. Revsende samfundssatire over småborgerlighed og hykleri.
- Manuskript Leck Fischer, Fleming Lynge og Ole Palsbo.
- Instruktion Ole Palsbo.

Blandt de medvirkende kan nævnes:
- Ellen Gottschalch
- Kjeld Jacobsen
- Freddy Koch
- Lis Løwert
- Louis Miehe-Renard
- Vera Gebuhr
- Inge Ketti
- Emil Hass Christensen
- Elith Pio
- Birgitte Federspiel
- Einar Juhl
- Bjørn Watt Boolsen
- Albert Luther
- Knud Heglund
- Olaf Ussing
- Keld Markuslund
- Ejner Federspiel
- Karen Berg